# Marie-Louise Butzig
Marie-Louise Butzig (* 15. November 1944 in Chablis; † 6. März 2017 in Vrigne-aux-Bois) war eine französische Fußballspielerin.

## Karriere
Die im Burgund aufgewachsene Torfrau spielte, nachdem der französische Verband FFF den Frauenfußball im März 1970 legalisiert hatte, für einen kleinen Verein aus Vrigne-aux-Bois im Département Ardennes. Am 17. April 1971 hütete Marie-Louise Butzig beim ersten Länderspiel der Frauennationalelf gegen die Niederlande das französische Tor und ließ beim 4:0-Sieg keine Gegentore zu. Bei der inoffiziellen Weltmeisterschaft 1971 in Mexiko wurde sie mit den Französinnen nach einem 3:2 über England Fünfte. Auch im November 1971 stand Marie-Louise Butzig beim heutzutage von der FFF als offizielles Länderspieldebüt gezählten Match der französischen Frauen gegen Italien im Tor, und sie war in den folgenden Jahren die erste weibliche „Nummer 1“ Frankreichs. Dabei begegneten kickende Frauen auch westlich des Rheins häufig Vorurteilen, wie Butzig sich erinnert: „Viele meiner Arbeitskollegen waren der Meinung, dass ich nicht Fussball spielen, sondern Socken stricken sollte.“
Im Sommer 1972 holte Nationaltrainer Pierre Geoffroy sie zu Stade Reims, wo er gleichfalls als Übungsleiter arbeitete. Deren Frauschaft war in den ab 1974/75 ausgetragenen Landesmeisterschaften führend, errang binnen acht Jahren fünf nationale Titel – nämlich 1975, 1976, 1977, 1980 und 1982 – und stand 1978, 1979 sowie 1981 im Endspiel, das Reims jeweils gegen seinen großen nordfranzösischen Konkurrenten, die AS Étrœungt, verlor. Auch beim Gewinn der inoffiziellen Vereinsweltmeisterschaft in Taipeh (1978) hütete Butzig das Reimser Tor; dabei hatte sie in Danielle Vatin eine starke Konkurrentin, die ebenfalls mehrfach als Torfrau in der Nationalelf stand. Für dieses Turnier und die zahlreichen Reisen ihres Teams auf andere Kontinente mussten die oft berufstätigen Spielerinnen manchen Nachteil auf sich nehmen, wie die Torfrau sich erinnert:

„Ich musste für eine Reise im August all meinen Urlaub nehmen. Als wir im September und Oktober wieder im Ausland spielten, musste ich meinen Chef bitten, mir unbezahlten Urlaub zu geben. Ich hatte Angst, meinen Job zu verlieren. Doch mein Chef sagte, dass ich mir keine Sorgen zu machen brauche und ohne Bedenken fahren könne.“

Im November 1980 bestritt sie ihr 20. und letztes Länderspiel – 18 davon in ihrer Zeit bei Stade Reims –, und nach dem Gewinn des Landesmeistertitels 1982 hatte sie eigentlich auch ihre Karriere im Verein beendet. Als allerdings im Herbst des Jahres Danielle Vatin aufgrund einer schwerwiegenden Verletzung ausfiel, kehrte die inzwischen 38-Jährige doch noch einmal für mehrere Monate in das Reimser Tor zurück.
In ihren letzten Jahren lebte Marie-Louise Butzig als Rentnerin wieder nördlich von Reims in Vrigne-aux-Bois, dem Ort ihres ersten Fußballvereins, in den Ardennen. Dort hatte sie sich bis 2014 als Gemeinderätin engagiert. Sie starb Anfang März 2017, 72-jährig,.

## Nachweise und Anmerkungen
1. 1 2 3  siehe den Artikel „Frauen der ersten Stunde“ (Memento des Originals vom 11. Januar 2014 im Internet Archive)  Info: Der Archivlink wurde automatisch eingesetzt und noch nicht geprüft. Bitte prüfe Original- und Archivlink gemäß Anleitung und entferne dann diesen Hinweis. auf der Seite der FIFA
2. ↑  Prudhomme-Poncet, S. 230f.; ein Foto des 1975er Meisterkaders findet sich bei Grégoire-Boutreau/Verbicaro, S. 158/159.
3. ↑  Perpère/Sinet/Tanguy, S. 180; Grégoire-Boutreau/Verbicaro, S. 157
4. ↑  siehe den Artikel „Un Stade de Reims en demi-teinte“ in Le football au féminin, No. 1, Éd. Nouveauté, Paris 1983, hier S. 15
5. ↑  Artikel „Mit dem Ableben von Marie-Louise Butzig geht eine weitere Pionierin von uns“ vom 17. März 2017 bei footofeminin.fr

| Personendaten    | Personendaten                 |
| ---------------- | ----------------------------- |
| NAME             | Butzig, Marie-Louise          |
| KURZBESCHREIBUNG | französische Fußballspielerin |
| GEBURTSDATUM     | 15. November 1944             |
| GEBURTSORT       | Chablis                       |
| STERBEDATUM      | 6. März 2017                  |
| STERBEORT        | Vrigne-aux-Bois               |